# Chapelle de la Charité de Saint-Quentin
Pour les articles homonymes, voir Chapelle de la Charité.
La chapelle de la Charité, ou chapelle de l'Immaculée-Conception, est une chapelle catholique située à Saint-Quentin, dans le département de l'Aisne, en France. Le culte y est célébré en latin.

## Histoire
En 1685, les  Sœurs de Saint-Vincent de Paul s’installent rue des Tripes (actuelle rue du Wé) et à d‘autres endroits de Saint-Quentin. Elles soignent les malades, s'occupent des orphelins et ouvrent une petite école gratuite. Elles sont dispersées en 1792 et quittent leurs maisons. Sous la Terreur en 1794, les sœurs de la Charité sont emprisonnées. De retour au début du XIXe siècle, elles ouvrent une autre maison et en 1845 s'installent dans une ancienne maison des Cordelières expulsées à la Révolution.
Sous le Second Empire en 1854, l’abbé Lefèvre, chapelain de la Charité, y fait construire une chapelle par l’architecte de la ville, Charles-Napoléon Pinguet-Védie, au n° 38. Les sœurs éduquent un pic de sept cents filles pauvres ou orphelines en 1856.
En 1966, les sœurs quittent leur établissement pour la rue Sainte- Catherine, où elles ouvrent un centre d’accueil pour la jeunesse en difficulté. Il est démoli en 1981.
La chapelle dès lors devient l'entrepôt d'un brocanteur, puis elle est abandonnée en 1987.  
Elle est vendue en 1991 à la Fraternité sacerdotale Saint-Pie X qui la restaure et rétablit le culte le 7 juillet 1996.

### Description
La chapelle de la Charité est un édifice néo-gothique  construit en brique. Elle conserve de remarquables vitraux conçus à l'origine par l'atelier Bazin, selon des dessins de J. Leclere, qui retrace la vie de saint Vincent de Paul et l'apostolat des Filles de la Charité, ambulancières auprès des blessés de la guerre de 1870.
L'édifice est protégé au titre des monuments historiques : inscription par arrêté du 29 juillet 2005.